# Livre trânsito
Livre trânsito è un album doppio "live", che contiene due inediti registrati in studio: Kunta Kinte ed Il secondo da sinistra, quest'ultimo inciso nello stesso anno da Mina come La seconda da sinistra: un'altra traccia inedita è la traccia fantasma del secondo cd, una versione live de Il fiume e la nebbia, incisa nel 1997 da Fiorella Mannoia.
Pubblicato il 30 gennaio 2004, è il settimo album di Daniele Silvestri. Il titolo mescola numerosi calembour che rimandano a numerosi significati dell'album stesso: da "libero transito", alla parola "live" suggerita nella prima parola, che in francese è anche "libro", come lo stesso cd che contiene un booklet pieno di immagini e ricordi tratte dai suoi concerti.

## Tracce

### CD 1
1. Kunta Kinte (Inedito) – 5:36
2. Prima di essere un uomo – 5:45
3. Il mio nemico – 3:33
4. Il dado – 4:18
5. Voglia di gridare – 6:29
6. Sempre di domenica – 4:10
7. L'autostrada – 6:21
8. Via col vento – 5:41
9. Datemi un benzinaio – 3:12
10. Samantha – 6:50
11. Occhi da orientale – 4:11
12. 1000 euro al mese – 8:55
13. Salirò – 4:44
14. Il secondo da sinistra (Inedito) – 4:28

### CD 2
1. Insieme – 5:06
2. Il flamenco della doccia – 6:19
3. Banalità – 5:29
4. Domani mi sposo – 3:35
5. Sì, no... non so – 4:46
6. Frasi da dimenticare – 6:23
7. Me fece male a chepa – 8:05
8. Sogno - b – 5:26
9. L'Y10 bordeaux – 7:01
10. Aria – 5:59
11. Cohiba (contiene la traccia fantasma live Il fiume e la nebbia) – 15:55

## Classifiche
| Classifica (2004) | Posizione massima |
| ----------------- | ----------------- |
| Italia            | 15                |